# Saga (cantant)
Saga és una cantautora sueca. Va començar sent la vocalista de Symphony of Sorrow, Saga és la vocalista, i després va ser més coneguda pel seu disc de tribut a la banda skinhead Skrewdriver, i per la seva representació física suavitzada del missatge White Power. En 2001, Southern Poverty Law Center va figurar a Saga en el seu Informe d'Intel·ligència de Bandes White Power amb l'aportació compilada per Center for New Community i per Searchlight, un magazine antifascista britànic.
Discovery Times Channel va descriure Saga com una artista en la qual "els objectius del seu moviment se suavitzen amb la seva imatge, mantenint fins i tot la seva ideologia racista." Ha estat anomenada "la Madonna sueca d'extrema dreta". En l'entrevista a Saga va dir: "Què em fa diferent és que crec que sóc molt més que l'estil que veus, sóc diferent en comparació dels altres. No està a la seva roba. No està en com es vesteixen. No està en la seva aparença. És el que hi ha en el teu cor. És molt més fàcil per al públic veure'm a mi que a uns ocells rapats (skinbirds)." D'acord amb Saga, "les experiències personals m'ha fet sentir el mateix, i la majoria de la gent té les mateixes creences que jo. És dolent ser etiquetat de racista en aquests dies, i és tan dolent que la gent prefereix callar que expressar el que senten. Només estic tractant de dir que jo no vull al meu al voltant conviure amb gent que no m'agrada.
Saga va aparèixer en la portada de l'edició de tardor de 2000 de Resistance Magazine, una publicació neonazi dels Estats Units. Shaun Walker va escriure el següent en la web de la National Alliance, un grup de reclam per la supremacia blanca als Estats Units: "... només que ella estigui davant les càmeres ajuda a la nostra causa. Però, també és bastant bona en entrevistes. Ella ve a ser com la noia del costat, que també entén la dinàmica del conflicte racial.".
En 2007 Saga va publicar el CD "On my own" amb una variant de Candle in the Wind sense el permís de Sir Elton John. Una cançó en particular es titula "Good bye David Lane", que era un neonazi nord-americà que va ser acusat de l'assassinat d'Alan Berg, locutor d'una ràdio jueva, i va morir en una presó federal.

## Discografia

### amb Symphony of Sorrow
- Paradise Lost (2000)
- Symphony of Hatred (2005)

### com a Saga
- Live and Kicking (2000)
- My Tribute to Ian Stuart Volume 1 (2000)
- My Tribute to Ian Stuart Volume 2 (2000)
- My Tribute to Ian Stuart Volume 3 (2001)
- Midgård - Pro Pàtria III (2003)
- On my own (2007)
- Comrades Night Live (2009)